# Mount Nkwala
Mount Nkwala är ett berg i Kanada.   Det ligger i provinsen British Columbia, i den södra delen av landet, 3 300 km väster om huvudstaden Ottawa. Toppen på Mount Nkwala är 1 009 meter över havet, eller 436 meter över den omgivande terrängen. Bredden vid basen är 4,7 km. Mount Nkwala ligger vid sjön Okanagan Lake.
Terrängen runt Mount Nkwala är kuperad åt nordväst, men åt sydost är den bergig.Närmaste större samhälle är Penticton, 6,7 km sydost om Mount Nkwala.
Runt Mount Nkwala är det i huvudsak tätbebyggt. Runt Mount Nkwala är det ganska tätbefolkat, med 230 invånare per kvadratkilometer.